# Heubrücke
Most słomy (z niem: Heubrücke) - średniowieczny most w Norymberdze nad rzeką Pegnitz łączący wyspę Schütt z południowym brzegiem rzeki. Pierwszy most w tym miejscu powstał w 1320 r. Obecny most pochodzi z 1485 r. Pierwotna nazwa Schuldturmbrücke nawiązywała do wieży dłużników, która stoi obok mostu.

## Źródła
- Bayerisches Landesamt für Denkmalpflege: Denkmalliste Nürnberg (Stadt), Stand 24. Februar 2018, Eintrag Nr. D-5-64-000-2855